# Perkin Warbeck
Perkin Warbeck (1474. – 1499.) zapamćen je u engleskoj povijesti kao pretendent na englesko prijestolje u vrijeme prvog engleskoga kralja dinastije Tudor, Henrika VII. Naime, tvrdio je da je Rikard, vojvoda od Yorka, odnosno, mlađi sin Eduarda IV. i Elizabete Woodville, jedan od prinčeva u Toweru. To bi ga činilo bratom Elizabete od Yorka, supruge Henrika VII. i time ujedno engleske kraljice. Da je to bila istinita tvrdnja – da je Rikard stvarno preživio zatočeništvo – uistinu bi bio pravi nasljednik engleske krune kao preostali član dinastije Anjou-Plantagenet (koja je dotada vladala Engleskom već 331 godinu) i njezina ogranka, dinastije York. Tim bi putem on zasigurno imao veće pravo na prijestolje od Henrika VII., čije se pravo temeljilo na majčinsku nasljednu liniju (koja u to doba nije značila ništa) kao jedini preostali nasljednik dinastije Lancaster (drugog ogranka Anjou-Plantagenet) i na osvajanju, odnosno porazu Rikarda III., posljednjeg kralja dinastije York, ujedno Rikardova strica.

## Pravo na englesko prijestolje
Budući da su u to vrijeme mnogi sumnjali u zakonitost Henrika VII. i dinastiju Tudor, te zbog nejasnoća oko sudbine mladog Rikarda u londonskoj tvrđavi Tower, Perkin Warbeck je uživao veliku podršku. Njegove pristaše su vrlo vjerojatno mogli povjerovati da je riječ o nasljedniku veličanstvenog kralja Eduarda IV., ali postojao je i onaj dio koji se samo htio riješiti vladajućega kralja, Henrika VII. Međutim, Warbecka se opisuje kao mladića koji je uistinu sličio na Eduarda IV., zbog čega se također teoretiziralo da bi mogla biti riječ o nekom nezakonitom sinu Eduarda IV., koji je bio poznat po svojoj nevjeri. Stoga je Perkin Warbeck kao pretendent za Henrika stvarno mogao postati istinska prijetnja. Henrik ga je proglasio uljezom i prevarantom.

### Podrška Burgundije
Godine 1490. se prvi put pojavio kao Rikard, vojvoda od Yorka, u Burgundiji. Tamo su izradili kovanice u njegovu čast. Svoju zagonetnu prošlost i bijeg iz Towera objašnjavao je na sljedeći način: Tvrdio je da su njegovog starijeg brata, Eduarda V., ubili, a da su te iste ubojice odlučili njega poštedjeti zbog njegove "mladosti" i "nevinosti". Međutim, morao im se zakleti skrivati vlastiti identitet "još određen broj godina". Nadalje je tvrdio kako je od 1483. (kada je njegov ozloglašen stric Rikard III. stupio na prijestolje, a on bio zatočen) do 1490. godine proveo na europskom kontinentu pod brigom odanih pobornika dinastije York.
Javno ga je podupirala Margareta od Yorka, sestra Eduarda IV. i Rikarda III., koja je u tom trenutku bila udovica Karla Smjelog, burgundskog vojvode. Međutim, Margareta se udala i iselila iz Engleske prije nego što su se njezini nećaci rodili, tako da je nejasno kako je mogla znati je li Perkin Warbeck uistinu Rikard. Moguće je da je samo bila ogorčena gubitkom sve svoje braće zbog engleske krune. Kao njegova teta, Margareta mu je bila poput mentora, ali je i financirala njegove postrojbe za pohod u Englesku.
Henrik VII. se žalio na situaciju s pretendentom u Burgundiji Filipu Lijepom, sinu Marije Burgundske (kćeri Karla Smjelog) i Maksimilijana I. Habsburškog. Budući da su njegove primjedbe zanemarene, Henrik je zabranio sve trgovačke veze s Burgundijom. No, Warbecka se u međunarodnim diplomatskim krugovima prepoznavalo kao vojvodu od Yorka te ga je Maksimilijan I. čak pozvao na sprovod svog oca, Fridrika III., kao engleskoga kralja Rikarda IV.

### Podrške Škotske
Škotski kralj Jakov IV. (koji će kasnije oženiti najstariju kći Henrika VII., Margaretu) svečano je dočekao i primio Warbecka, savršeno svjestan kako Henrik VII. pokušava dogovoriti brak i savezništvo s katoličkim kraljevima iz Španjolske. Tamo je Warbeck našao nevjestu, gospu Catherine Gordon, škotsku plemkinju. Jakov je organizirao vjenčanje u Edinburghu. Međutim, povjesničari tvrde da je mala vjerojatnost da je itko – osim možda Margarete od Yorka – mogao vjerovati u zakonitost tog "princa".
U rujnu 1496. se Jakov IV. s Warbeckom pripremao na pohod u Englesku. Međutim, ubrzo se škotski kralj izmirio s Henrikom te napustio Warbecka.

## Pad
Warbeck je uspio okupiti vojsku koja bi ga podržala u borbi za prijestolje. No, nije bio uspješan te se predao u Hampshireu 1497. godine. Isprva ga je Henrik VII. lijepo tretirao u zatočeništvu. Dopustio mu je da prisustvuje kraljevskim banketima na njegovu dvoru. No, bio je pod strogim nadzorom te onemogućen spavati sa svojom suprugom, Catherine Gordon, koja je bila pod strogom zaštitom kraljice Elizabete od Yorka. Poslije osam mjeseci boravka na dvoru, Warbeck je pokušao pobjeći, no ubrzo su ga uhvatili i zatvorili u Tower. U tamnici mu se pridružio Edward Plantagenet, grof od Warwicka, mlađi brat Margarete Pole. Kao sin Georgea, vojvode od Clarencea, brata Eduarda IV. i Rikarda III., bio je preostali nasljednik dinastije York, koja je Henriku bila prijetnja za prijestolje u očima katoličkih kraljeva koji su uskratili svoju pomoć i ruku svoje kćeri, Katarine Aragonske, sve dok te ugroze postoje. Nakon njegovog uhićenja, Warbeck je povukao sve svoje tvrdnje. Priznao je da je flamanskog porijekla i da mu je rodno mjesto Tournai.
Warbeck je bio obješen (običaj pogubljenja običnog puka), a grofu od Warwicka je bila odsječena glava (običaj pogubljenja plemstva i članova kraljevske obitelji).
Henrik VII. je svojedobno za sve probleme vezano za Perkina Warbecka platio 13 000 funti, odnosno današnjih dvanaest milijuna eura.

## U popularnoj kulturi
Kako se akademici ne slažu oko identiteta Perkina Warbecka (neki čak tvrde da je to uistinu bio Rikard, vojvoda od Yorka, i sin Eduarda IV. i Elizabete Woodville), tako postoje različite interpretacije njega u umjetnosti. Njegova je priča popularizirana tek 1630-ih godina, tridesetak godina nakon smrti posljednjeg monarha dinastije Tudor, Elizabete I.
- Friedrich Schiller je pokušao napisati više kazališnih komada na temu Perkina Warbecka, ali nikada ih nije dovršio.
- Povijesni roman The Tudor Rose, napisan od Margaret Campbell Barnes, nagoviješta da je Warbeck uistinu bio Rikard.
- Povijesni roman Phillipa Lindsay They Have Their Dreams bavi se njime kao središnjem liku.
- Romani Phillippe Gregory: The White Queen, The Cousins' War, The White Princess, ne daju odgovore o njegovu identitetu, ali autorica smatra da je njegova tvrdnja bila istinita.
- Ekranizacija Gregorynih romana podupiru tvrdnju da je Warbeckova tvrdnja bila istinita.